# Adar Nebur (álbum)
Adar Nebur es el séptimo álbum solista de estudio de Rubén Rada, y el cuarto disco de estudio editado en Argentina a partir de su período de popularidad en ese país iniciado con La Banda en 1980. Fue grabado en Argentina en 1984.

## Historia
El nombre del disco es Rubén Rada escrito al revés. Rada aparece en la tapa disfrazado de jeque árabe, y en el encarte interior está en una frutería donde un cartel anuncia que hay mandanga.
El encarte hace referencia al tema más comercial del disco "Mandanga Dance", que según Rada afectó su carrera en Argentina. En su momento la periodista Gloria Guerrero de la Revista Humor hizo una crítica negativa del disco a partir de esta canción. Rada cuestionó la objetividad de la periodista en una nota para Página 12 en 2004:

Ese disco tenía canciones buenísimas. Te desafío a escucharlo ahora. Pero Gloria me quemó por "La Mandanga". Pero ahora la quemo yo a ella: todas sus críticas eran porque estaba de novia con un bajista que yo eché de mi banda.

En el recital presentación de Adar Nebur Rada perdió concurrencia, con respecto al numeroso público del año anterior.
Las críticas posteriores del disco han sido muy positivas. En una nota de 2009 publicada en La Nación con la firma de la revista Rolling Stone, el periodista escribe:

Pero más allá de las fotos, y de la humorada, Adar Nebur es un discazo, que ostenta un personal de notables músicos. (…) Es una etapa curiosa en la carrera de Rada, con éxitos bailables como "Mandanga Dance", pero son discos de jazz-rock, progresivos, potenciados por un constante groove rioplatense, aires de funk, vientos de calidad y los clásicos juegos vocales de Rada.

"Mandanga Dance" fue versionada por La Escuelita, banda que integraba Hugo Fattoruso, en su disco Ahora sí!! de 1990. "Juana con Arturo" fue vuelta a grabar por Rada para su disco Tango, milonga y candombe de 2014. Dos años antes, en 1988, La Sonora de Tommy Rey versionó esta canción a ritmo de merengue para su álbum "El Chiquichá", con una letra más suavizada que la original.
El compilado Rubén Rada en colores, editado en Argentina en 1998 (que combina temas de los discos Adar Nebur y La yapla mata), utiliza para la portada la misma imagen de Rada vestido de jeque árabe, y trae como tema adicional una nueva versión de "Mandanga Dance" titulada "Mandanga Dance (new rmx)". El álbum recopilatorio Tengo un candombe para Gardel, editado en Uruguay el mismo año, también trae la versión remix de "Mandanga Dance".
Adar Nebur fue reeditado en formato CD en Argentina, en 2009, por el sello RGS. En 2001 había sido editado junto a La yapla mata en el recopilatorio doble Buenos Tiempos.

## Lista de canciones
Lado A
1. Mambo liberador (Rubén Rada)
2. Que pasa con la adolescencia (Rubén Rada)
3. Tengo que contar un sueño (Ricardo Nolé, Rubén Rada)
4. Prestame un mango (Rubén Rada)

Lado B
1. Juana con Arturo (Rubén Rada)
2. Los padres tienen la memoria costa (Rubén Rada)
3. La tierra, los hombres (Ricardo Nolé, Rubén Rada)
4. Mandanga Dance (Rubén Rada)

## Ficha técnica
- Rubén Rada: Voz y percusión
- Osvaldo Fattoruso: Batería, coros y percusión (voz en A3 y bajo en A4)
- Ricardo Lew: Guitarra (banjo en A4)
- Urbano Moraes: Bajo y coros (voz en B3)
- Ricardo Nolé: Teclados

Músicos invitados
- Hugo Pierre: Saxo alto en A2, A3 y B3, clarinete en A4
- Fats Fernández: Trompeta en A2 y A3 y A4
- Cacho Mariconda: Trompeta en A2 y A3
- Henry Bay: Trombón en A2, A3 y A4
- Oscar Feldman: Saxo soprano en B3
- Patricia, Laura y Mariana Jodara: Coros en A1 y B4

Otros créditos
- Arreglos de vientos: Ricardo Lew
- Arreglos de cornetazos: Rubén Rada
- Armonización: Ricardo Nolé
- Producción musical: Osvaldo Fattoruso
- Producción ejecutiva: LOJ Internacional
- Arte y diagramación: Carlos Mayo